# Tjesnac Crvene armije
Tjesnac Crvene armije (rus. Пролив Красной Армии) je tjesnac u otočju Severnaja zemlja, u Rusiji. Ime je dobio po sovjetskoj Crvenoj armiji.

## Geografija
Tjesnac Crvene armije širok je 18 km. Odvaja otok Komsomolec na sjeveru od otoka Oktjabrskoj Revoljucii na jugu i povezuje Karsko more na zapadu s Laptevskim morem na istoku. Tjesnac Jonji, koji odvaja Pionirski otok od otoka Komsomolec, grana se prema sjeverozapadu u istočnom dijelu tjesnaca.
Ogromni ledenjak Akademije znanosti dopire do obale cijelom sjevernom stranom tjesnaca, dok manji ledenjak Rusanov obrubljuje istočni dio njegove južne obale. Rt Oktober nalazi se na sjevernoj obali Otoka Oktobarske revolucije, okrenut prema tjesnacu Crvene armije. Otok Visoki nalazi se oko 18 km istočno, a otok Boljšoj Izvestnikovki oko 13 km jugozapadno od rta.